# Sonatine pour piano no 1 d'Absil
Pour les articles homonymes, voir Sonatine (homonymie).
La Sonatine no 1, op. 27, est une œuvre pour piano de Jean Absil composée en 1937.

## Composition
Jean Absil compose sa Sonatine no 1 op. 27 en 1937. La partition est publiée l'année suivante par les éditions Schott.

## Présentation
L'œuvre est en trois mouvements :
1. Allegretto à 
 ;
2. « Humoresque », Molto rubato — a tempo à 
 avec des mesures à 
 ;
3. « Toccata » en fa dièse mineur, Vif à 
 avec des mesures à 
 et à 
.

La durée d'exécution est d'environ 7 min.

## Analyse
Daniel Blumenthal considère que cette partition, « sans doute la plus connue et la plus exécutée des œuvres d'Absil, est une pièce très difficile, particulièrement dans la Toccata. Cette sonatine n'est pas écrite dans l'esprit classique d'un Diabelli ou d'un Clementi, mais renvoie plutôt à celle de Ravel ».
La Sonatine no 1, « d'un agrément immédiat » selon Guy Sacre, « servira de sésame à quiconque veut pénétrer dans l'univers sonore d'Absil ».

### Ouvrages généraux
- Guy Sacre, La musique pour piano : dictionnaire des compositeurs et des œuvres, vol. I (A-I), Paris, Robert Laffont, coll. « Bouquins », 1998, 1495 p. (ISBN 978-2-221-05017-0).